# Philonotis wilsonii
Philonotis wilsonii là một loài rêu trong họ Bartramiaceae. Loài này được Bruch & Schimp. Mitt. mô tả khoa học đầu tiên năm 1864.